# Sean May
Sean Gregory May (ur. 4 kwietnia 1984 w Chicago) – zawodowy koszykarz amerykański występujący na pozycji silnego skrzydłowego. 

## Kariera sportowa
W sezonie 2010-2011 miał reprezentować barwy New Jersey Nets, jednak podczas treningu doznał urazu. Klub nie zdecydował się podpisać z nim umowy. Aktualnie reprezentuje barwy Paris-Levallois Basket.  W 2005 roku wybrany w drafcie z numerem 13. przez Charlotte Bobcats.
W 2002 wystąpił w meczu gwiazd amerykańskich szkół średnich - McDonald’s All-American.
Jest synem mistrza olimpijskiego oraz NCAA z 1976 – Scotta Maya. Wraz z ojcem tworzą jeden z zaledwie czterech duetów ojciec–syn, mających na swoim koncie tytuły mistrza NCAA. Jego starszy brat – Scott Jr dotarł do finałów NCAA w 2002.

## Osiągnięcia
NCAA
- Mistrz NCAA (2005)[3]
- Most Outstanding Player (MOP) turnieju NCAA (2005)[4]
- Zaliczony do[4]:
  - I składu NCAA Final Four (2005 przez AP)[5]
  - II składu:
    - All-American (2005)
    - ACC (2004, 2005)

  - All-America Honorable Mention (2004 przez AP)[6]
- MVP:
  - NCAA Syracuse Regional (2005)[6]
  - Rocky Mountain Revue Team (2005)[6]
- Sportowiec Roku ACC (2005)
- Lider Konferencji ACC w zbiórkach (2004)[6]

Drużynowe
- Mistrz Turcji (2011)[7]
- Zdobywca Pucharu Francji (2013)[7]

Indywidualne
- MVP Pucharu Francji (2013)
- Zaliczony do I składu All-Orlando Pro Summer League (2006)[7]
- Uczestnik meczu gwiazd francuskiej ligi LNB Pro A (2013)[7]
- Lider strzelców ligi francuskiej (2013)[4]
- Zawodnik miesiąca ligi francuskiej (listopad 2012)[4]

Reprezentacja
- Mistrz Ameryki U–20 (2004)[6]
- Koszykarz Roku USA Basketball (2004)[8]